# Hoetsoelen

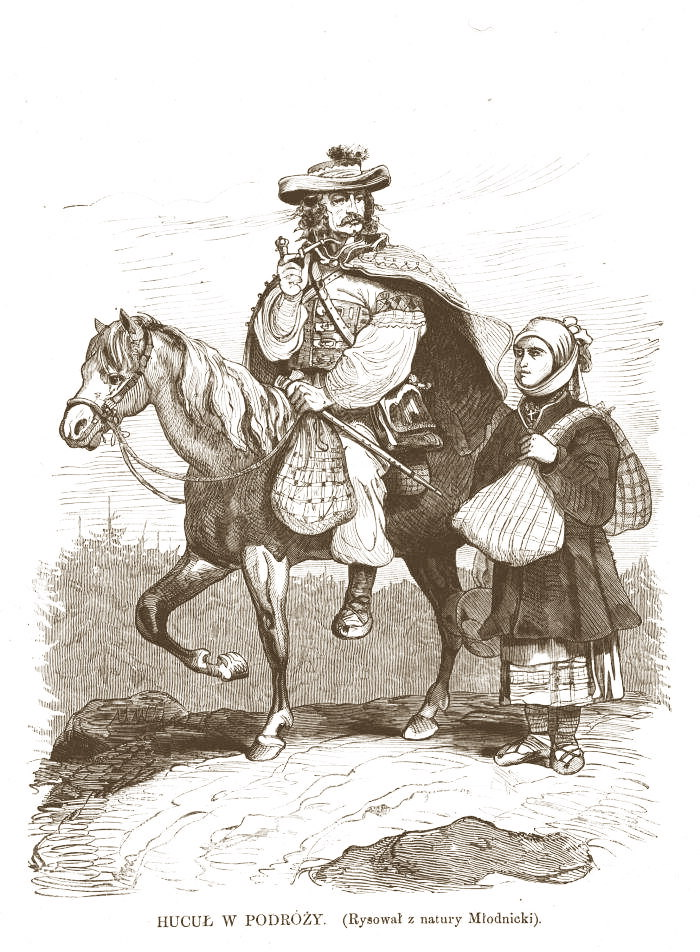
Trekkende Hoetsoelen, 1872

De Hoetsoelen (Oekraïens: гуцули, enkelv. гуцул; Russisch: гуцулы; Roemeens: Huţuli, enkelv. Huţul) vormen een bergvolk in de Beskiden, het gedeelte van de Karpaten in het grensgebied tussen Oekraïne en Roemenië. Zij spreken een Oekraïens dialect, evenals vergelijkbare Karpatenvolken als de Lemken in Polen en de Bojken. De Hoetsoelen behoren tot de Oekraïens-orthodoxe Kerk. 
De Hoetsoelen vestigden zich tussen de 14e en de 18e eeuw in de noordelijke Karpaten en staken in de 18e en 19e eeuw gedeeltelijk de Karpaten over, waar zich in Transkarpatië en Maramures een dertigtal Hoetsoelendorpen bevindt. De Hoetsoelen zijn plattelandsbewoners; hun belangrijkste stedelijke centrum is Kosiv in de oblast Ivano-Frankivsk.
De Hoetsoelen zijn bekend om hun volkscultuur: muziek, klederdracht en houtsnijwerk. 
Het volk is de naamgever van het inheemse ponyras van de Karpaten: de Huzule

## Afbeeldingen

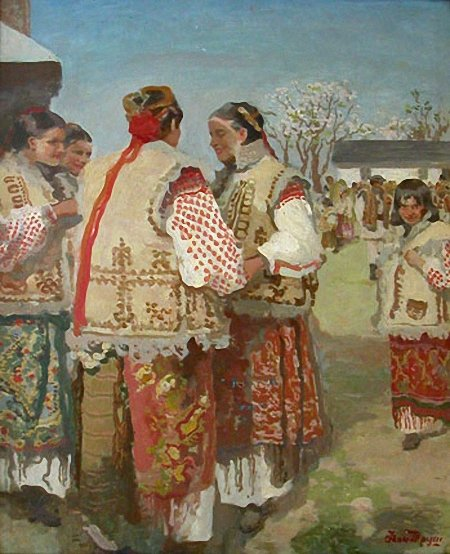
Trush: Hoetsoelen bij de kerk
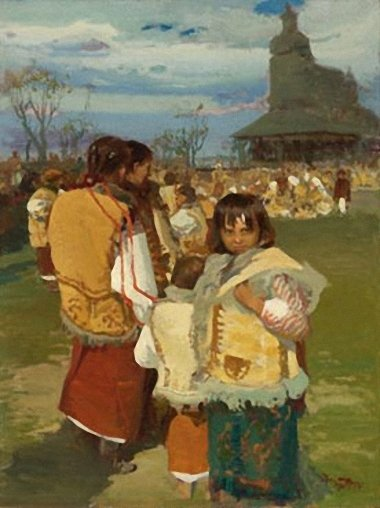
Trush: Hoetsoelmeisjes
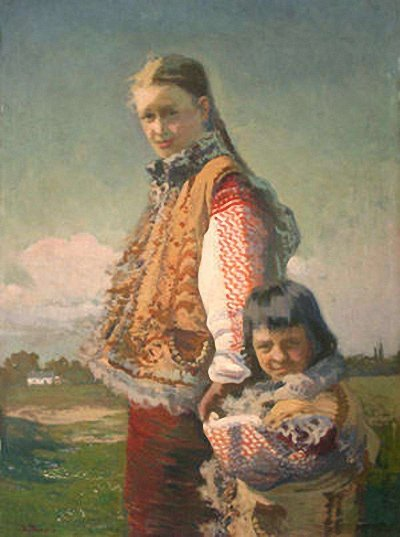
Trush: Hoetsoelmeisjes

## Mensen van Hoetsoelse afkomst
- Ruslana